# Jaime Lannister

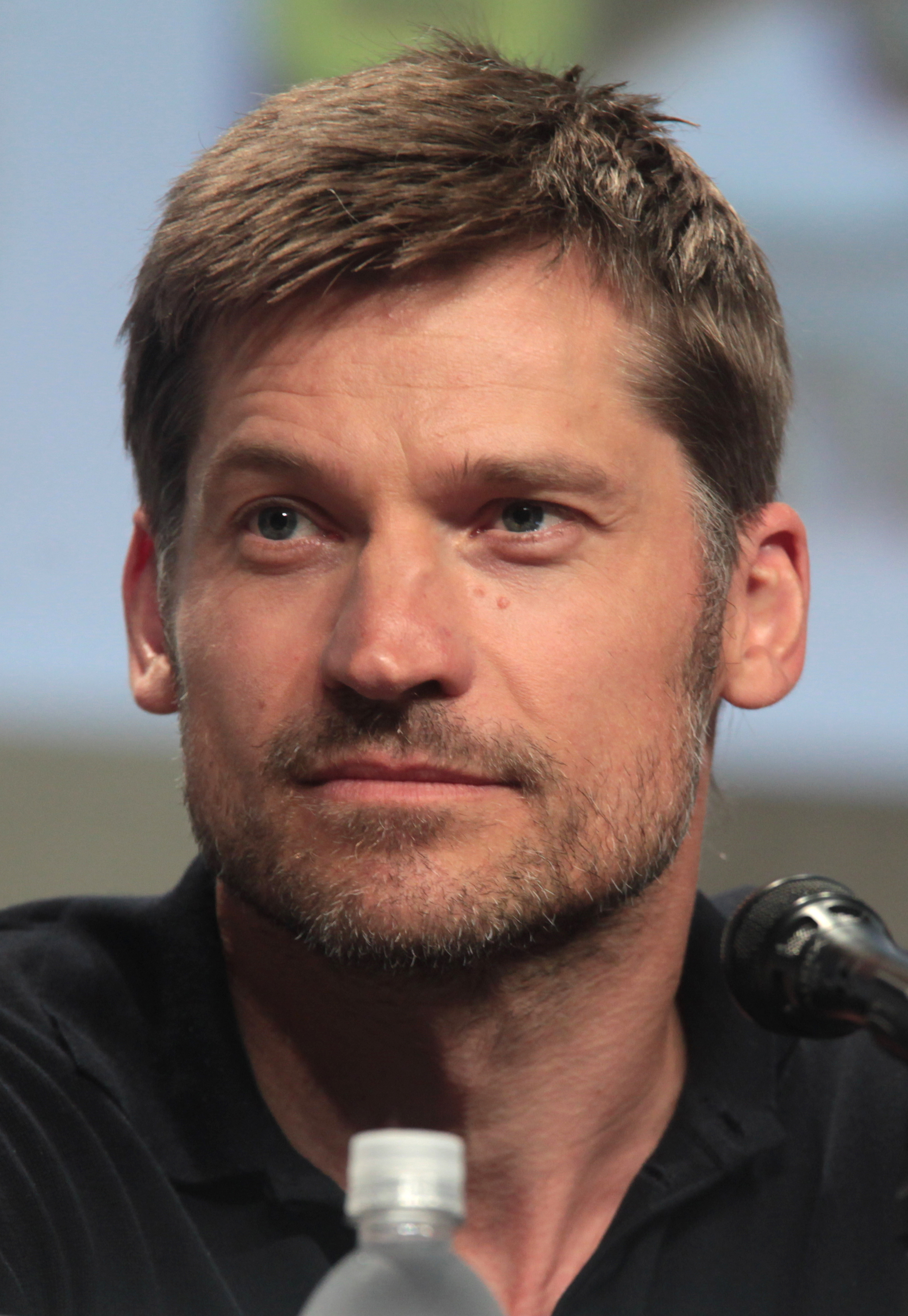
Personatge fictici interpretat per l'actor Nikolaj Coster-Waldau.

Jaime Lannister és un personatge fictici de la saga literària Cançó de gel i foc de l'escriptor George R. R. Martin. «El Matareis» és representat com el fill de l'astut i calculador Tywin Lannister, senyor de Roca Casterly i la nissaga més rica de tota l'epopeia. Va ser interpretat per Nikolaj Coster-Waldau en la versió filmada.

## Concepció i disseny
Lannister es presenta com un astut guerrer, orgullós i arrogant, d'actitud provocadora. Capaç de ser cavallerós i encantador, però també cruel i despietat a vegades. És un home menyspreat per la gent de Ponent per assassinar el rei a qui jurà defensar i tots neguen que tingui honor, i encara que ell tractà que no li afectés, sí que l'afecta. Malgrat el seu amor a la cavalleria i al combat, no en té gaire pels afers de govern, on mostra desídia i indiferència per a disgust del seu pare, que pretenia que es convertís en hereter seu a Roca Casterly.
Els seus viatges amb Brienne de Tarth l'influïren més del que va pensar en un començament, per la creença gairebé ingènua d'ella en els valors de la cavalleria. Però sobretot la pèrdua de la seva mà, que representa la pèrdua de l'únic que l'identificava (les seves capacitats com espadatxí), i caigué en una profunda depressió. Amb el temps intentà desenvolupar la mà esquerra per ser capaç d'utilitzar-la igual que la dreta, però mai no ho aconseguí del tot.

## Història

### Abans de la saga
Jaime fou el primer fill de Lord Tywin Lannister, senyor de Roca Casterly i Guardià d'Occident, i germà bessó de Cersei Lannister. Des de nens, Jaime i Cersei foren inseparables i àdhuc arribaren a ser sorpresos experimentat amb llurs cossos. Quan llur mare s'adonà els separà i els prohibí tornar a fer-ho. La seva mare morí donant a llum llur germà Tyrion, que resultà ser un nan deforme. Jaime fou l'únic de la família que arribà a professar amor i afecte genúi envers el seu germà, a diferència del seu pare i germana.
De jove fou enviat com a patge del senyor de la Casa Crakehall i també lluità contra la Germandat del Bosc Reial i va ser armat cavaller per un llegendari espadatxí de Ponent, senyor Arthur Dayne. En tornar a casa, Cersei li digué que el seu pare pretenia casar-lo amb Lysa Tully, així que recomanà a Jaime unir-se a la Guàrdia Reial per evitar el casament i així romandre prop d'ella, la qual cosa acceptà. Tanmateix, els plans sortirien malament per a ells quan Tywin renuncià al seu càrrec com a Mà del Rei i tornà a Roca Casterly amb Cersei. Jaime s'adonà que el rei Aerys II Targaryen només l'havia acceptat a la Guàrdia Reial amb l'objectiu d'ofendre Tywin, de qui estava profundament gelós.
Jaime fou testimoni de com el rei queia més i més en la bogeria. Observà com es desencadenava la Rebel·lió de Robert i fou l'únic Guàrdia Reial que romangué tot el temps prop del rei Aerys, com una manera d'evitar que el seu pare s'unís als rebels. Quan la guerra començava a estar perduda per als Targaryen, el rei Aerys ordenà amagar grans quantitats de foc valyrià sota Port Reial amb la intenció d'encendre'l quan arribessin els rebels. Per evitar aquest genocidi, Jaime assassinà el rei Aerys quan li demanà que matés el seu pare (que estava saquejant Port Reial) i després eliminà tots els piromans. Quan Eddard Stark arribà a prendre possessió del Tron de Ferro per a Robert Baratheon, es trobà Jaime assegut. Lord Stark recomanà a Robert enviar Jaime a la Guàrdia de la Nit per trencar els seus vots, però Robert el perdonà i Jaime continuà servint a la Guàrdia Reial. A partir d'aquest moment seria conegut amb el malnom de «Matareis».
Per consolidar l'aliança del Tron de Ferro i la Casa Lannister, en Robert es casà amb Cersei. Durant els anys de regnat d'en Robert, Jaime i Cersei mantingueren relacions incestuoses freqüents que donaren com a fruit tres fills: Joffrey, Myrcella i Tommen.

### Joc de trons
Jaime forma part de la comitiva que viatja a Hivèrnia per nomenar Lord Eddard Stark com a Mà del Rei. Durant llur estada a Hivèrnia, Bran Stark enxampa Jaime i Cersei mantenint relacions sexuals, de manera que Jaime el llançà des del capdamunt de la torre per evitar que el secret s'esbombi. Bran no mor, però quedà tolit de per vida.
Ja a Port Reial, Lord Stark observa que la influència de Cersei en Robert envers Jaime és decisiva: per influència seva, en Robert nomenà Jaime Guardià d'Orient i també intentà que el nomenés Mà del Rei. Arran de l'intent d'assassinat d'en Bran Stark, la Catelyn Stark, dona d'en Ned Stark, arresta en Tyrion Lannister acusant-lo de l'intent d'homicidi. Jaime i els seus homes embosquen en Lord Stark als carrers de la capital, maten els seus homes i deixen ferit Lord Eddard. Jaime fuig posteriorment de Port Reial per unir-se al seu pare que reuneix un exèrcit amb el qual envair les Terres dels Rius en represàlia per l'arrest d'en Tyrion. Jaime dirigeix els exèrcits Lannister que vencen els exèrcits dels rius i assetgen Aigüesdolces.
Robb Stark, en adonar-se de l'arrest del seu pare, reuneix un exèrcit d'homes del nord i part del sud. Els homes del nord derroten l'exèrcit de Jaime a la Batalla del Bosc Xiuxiuejant, on Jaime és capturat després d'eliminar cinc homes. És mantingut captiu a Aigüesdolces mentre és nomenat en absència com Lord Comandant de la Guàrdia Reial per ordre del nou rei Joffrey Baratheon.

### Xoc de reis
Els Lannister efectuen intents per alliberar Jaime, que es troba viatjant captiu amb l'exèrcit del nord. Tyrion Lannister, nova Mà del Rei en funcions, envia homes per alliberar-lo, però fracassa, per això Jaime és tancat a Aigüesdolces. Robb Stark rebutja tornar Jaime a canvi de les seves germanes, Sansa i Arya. Quan Catelyn Stark s'adona de la mort dels seus fills Bran i Rickon envia Brienne de Tarth per interrogar Jaime.

### Tempestes d'espases
Catelyn envia Jaime sota la custòdia de Brienne de Tarth per enviar-lo a Port Reial i intercanviar-lo per les seves filles. De camí escapen d'una emboscada preparada per homes de la Casa Ryger, però cauen presoners de la Companyia Audaç de Vargo Hoat, que ara lluiten pels homes del nord després de trair els Lannister. El mateix Vargo Hoat ordena que amputin la mà dreta de Jaime. Jaime i Brienne són traslladats a Harrenhal, que es troba en mans de Roose Bolton.
Sense la mà dreta, Jaime perd la seva capacitat de lluita, i amb ella, les seves ganes de viure. Brienne l'insta que visqui per venjar-se'n i per la seva família. Mentre tots dos es banyaven, Jaime li confessa per què assassinà el rei Aerys II Targaryen, Brienne és la primera persona a qui l'explica. Després de parlar amb Lord Bolton, es compromet a alliberar-lo sempre que l'absolgui de la pèrdua de la seva mà. Jaime és enviat a Port Reial mentre Brienne roman a Harrenhal sota la custòdia de la Companyia Audaç, que quedaren sota el control del bastió per ordre de Roose Bolton. Tanmateix, Jaime torna a Harrenhal i rescata Brienne, que estava lluitant contra un os per a divertir la Companyia Audaç.
Arriben a Port Reial després de la mort del rei Joffrey. Jaime ha de salvar Brienne de les acusacions de Loras Tyrell que la culpava de l'assassinat de Renly Baratheon. Jaime arriba al Gran Septe de Baelor i es retroba amb Cersei, i jeuen junts davant del cadàver de Joffrey. Tanmateix, la seva relació amb Cersei ja no és la mateixa, per les experiències que visqué juntament amb Brienne que han influït en la seva personalitat. Jaime es nega a renunciar a la Guàrdia Reial i tornar a Roca Casterly, tal com li demana el seu pare Lord Tywin. Brienne part aleshores a buscar Sansa Stark i Jaime li dona la seva espasa d'acer valyrià, a la qual Brienne dona el nom de Guardajuraments.
Tyrion és arrestat acusat d'assassinar el rei Joffrey. Jaime rebutja creure que sigui culpable i obliga Varys que alliberi el seu germà. Tots dos s'acomiaden i Jaime li confessa que la Tysha, la prostituta amb qui Tyrion es casà un cop, realment l'estimava i no era prostituta. Furiós, en Tyrion colpeja Jaime i afirma ser el responsable de la mort de Joffrey (cosa que és mentida) i que Cersei s'ha estat allitant amb el seu cosí Lancel i amb els germans Kettleblack. En la seva fugida, Tyrion assassina Lord Tywin.

### Festí de corbs
Jaime roman vetllant el cos de Tywin Lannister. Cersei li demana que assumeixi el càrrec de Mà del Rei, la qual cosa Jaime es nega per a fúria de Cersei. La seva relació es torna cada cop més distant, s'obsessiona amb l'afirmació de Tyrion que Cersei li havia estat infidel i s'adona que les decisions de govern de Cersei estan sotmetent els Set Regnes en el caos. Cersei li encarrega aleshores viatjar a les Terres dels Rius per prendre Aigüesdolces, que encara es troba sota el control de Brynden Tully. Abans d'anar-se'n es forja una mà d'or pur.
Jaime arriba a Harrenhal i després a Darry, on es troba amb el seu cosí Lancel, de qui Tyrion deia que jeia amb Cersei. Després de parlar-li, Lancel li confessa que ell jeia amb ella i també que va participar en l'assassinat del rei Robert Baratheon.
Finalment arriba a Aigüesdolces on és testimoni de la incompetència de Ryman Frey, que dirigeix el setge de la Casa Frey sobre Aigüesdolces. Jaime tracta de parlamentar amb Edmure Tully, antic Senyor d'Aigüesdolces i de les Terres dels Rius, i li lliura el bastió. Jaime promet que si els Tully rendeixen Aigüesdolces permetrà a la seva guarnició unir-se a la Guàrdia de la Nit, i quan el fill de l'Edmure amb la Roslin Frey nasqui, el portarà a Roca Casterly perquè tots tres visquin com a ostatges dels Lannister, si s'hi nega, assetjarà el bastió i eliminarà els seus ocupants i després matarà el seu fill quan la dona el doni a llum. Edmure dona ordres a Brynden Tully que rendeixi la fortalesa, però permet que escapi, després és portat a Roca Casterly com a presoner.
Jaime rep una carta de Cersei on li demana ajuda. Cersei ha estat arrestada per la Fe dels Set acusada d'adulteri, incest i traïció i demana que son germà sigui el seu campió en un judici per combat, però ell crema la carta i decideix no respondre.